# Square Carpeaux
Pour les articles homonymes, voir Carpeaux.
Le square Carpeaux est un square situé dans le 18e arrondissement de Paris, sur la zone des Grandes-Carrières.

## Situation et accès
Le square est accessible par la rue Carpeaux, la rue Marcadet (aux nos 207-227) et la rue Joseph-de-Maistre.
Il est desservi par la ligne 13 à la station Guy Môquet.
Certaines zones de l'espace vert du parc ne sont pas accessibles aux personnes à mobilité réduite.

## Origine du nom
Il porte le nom du sculpteur, dessinateur et peintre français Jean-Baptiste Carpeaux (1827-1875) qui fréquenta assidûment le quartier de Montmartre et est considéré, avec François Rude et Auguste Rodin, comme un des trois plus grands sculpteurs du XIXe siècle,.

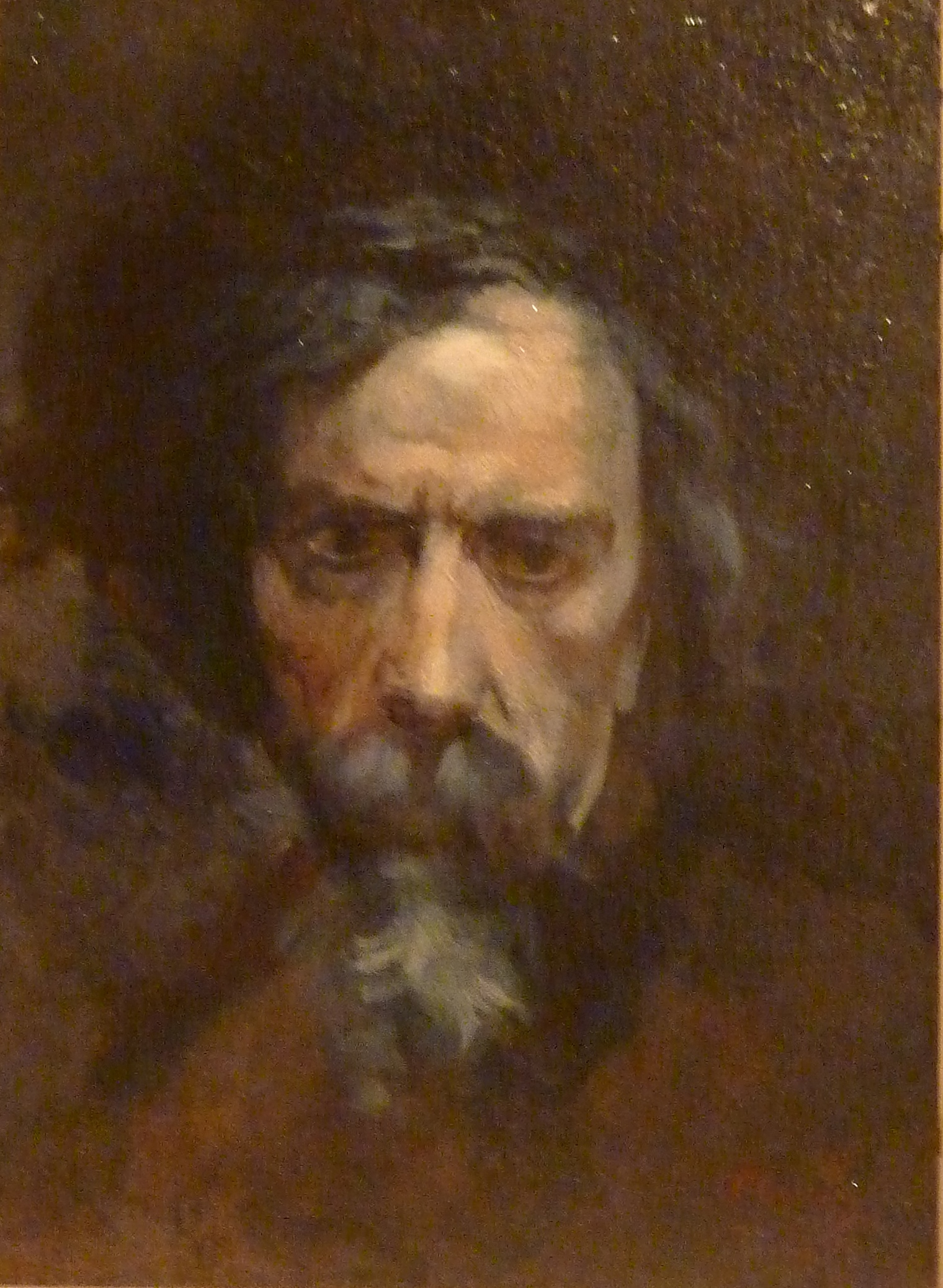
J.-B. Carpeaux, Autoportrait, 1874.
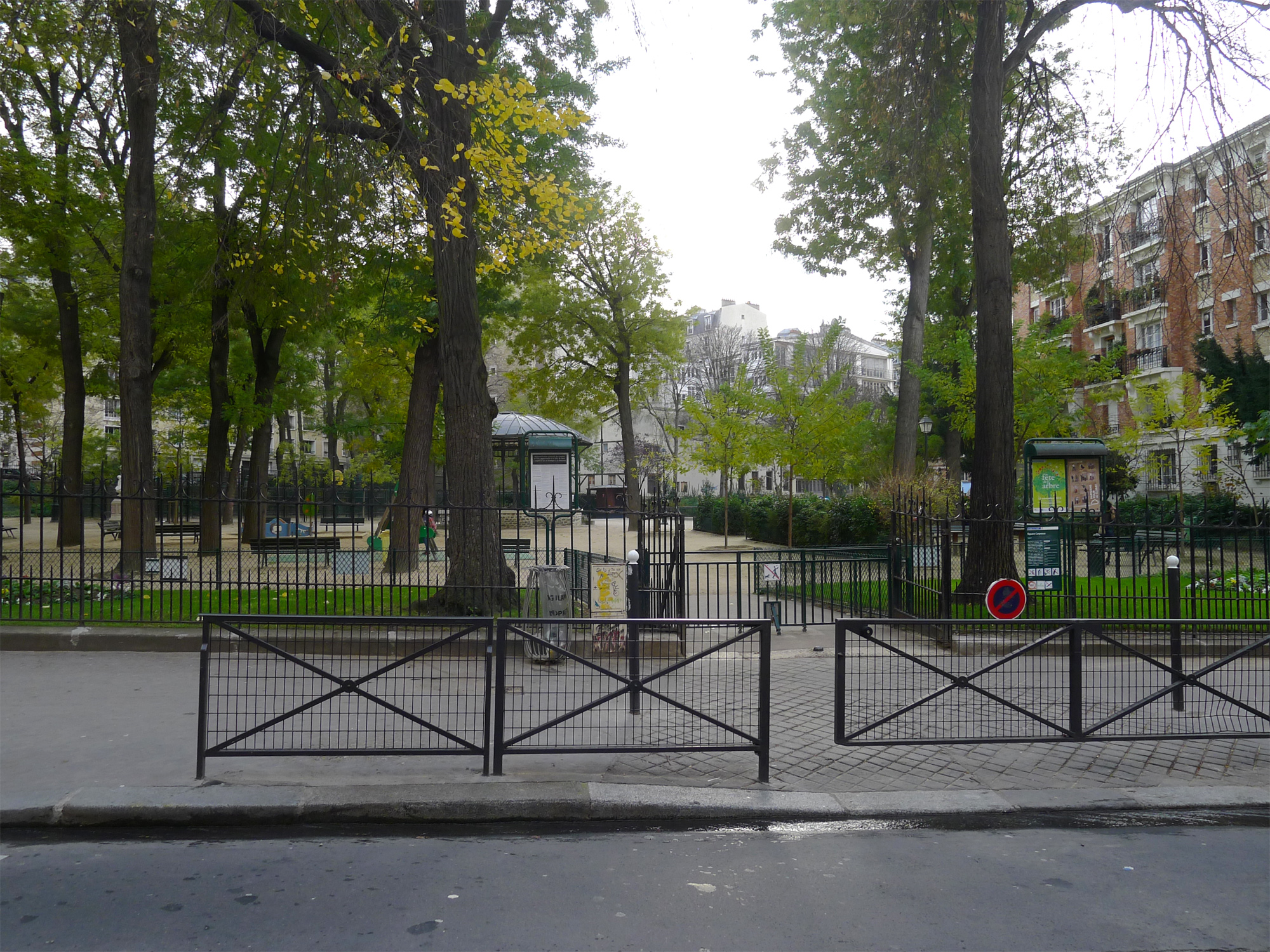
Entrée du square rue Marcadet.
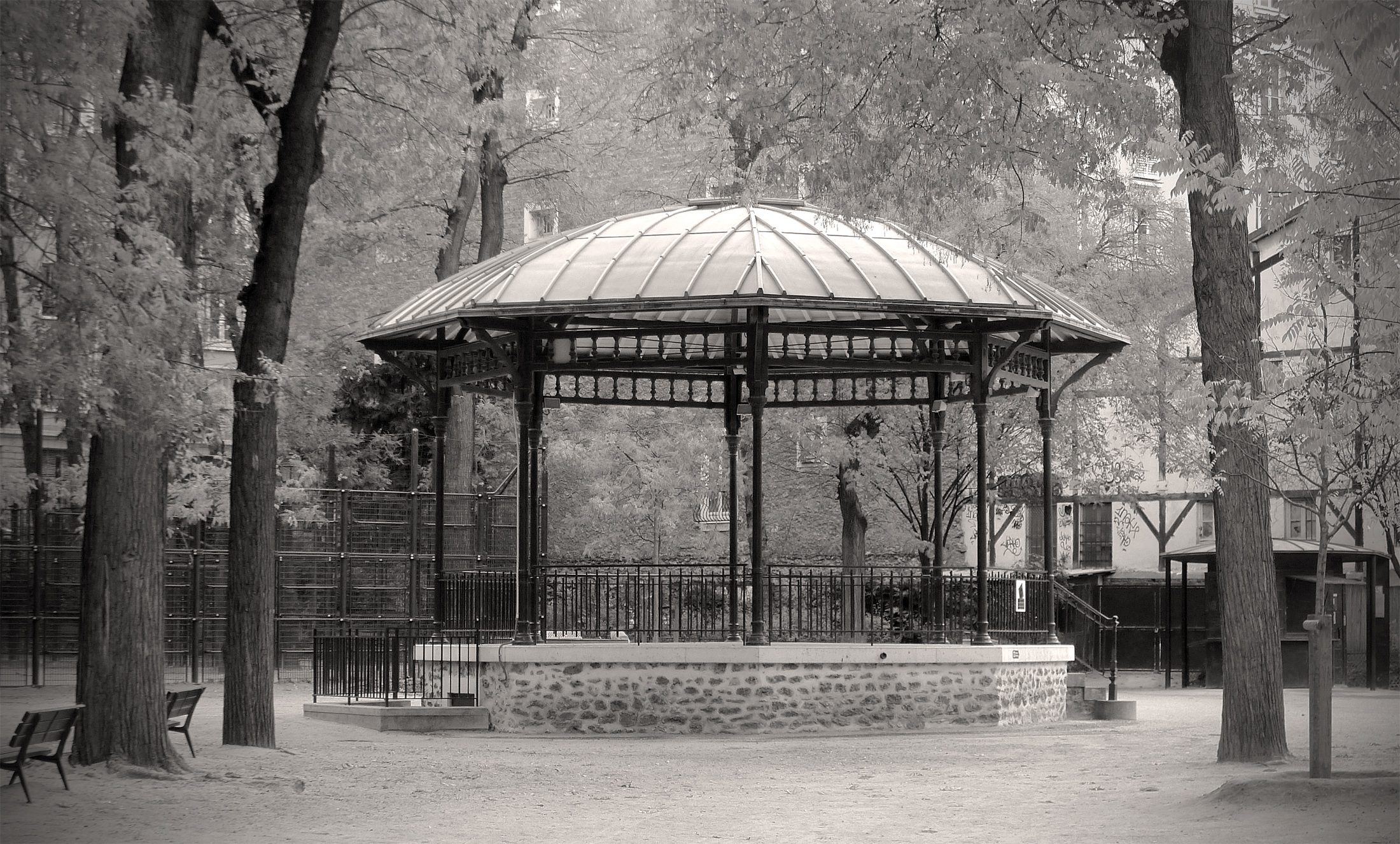
Kiosque.
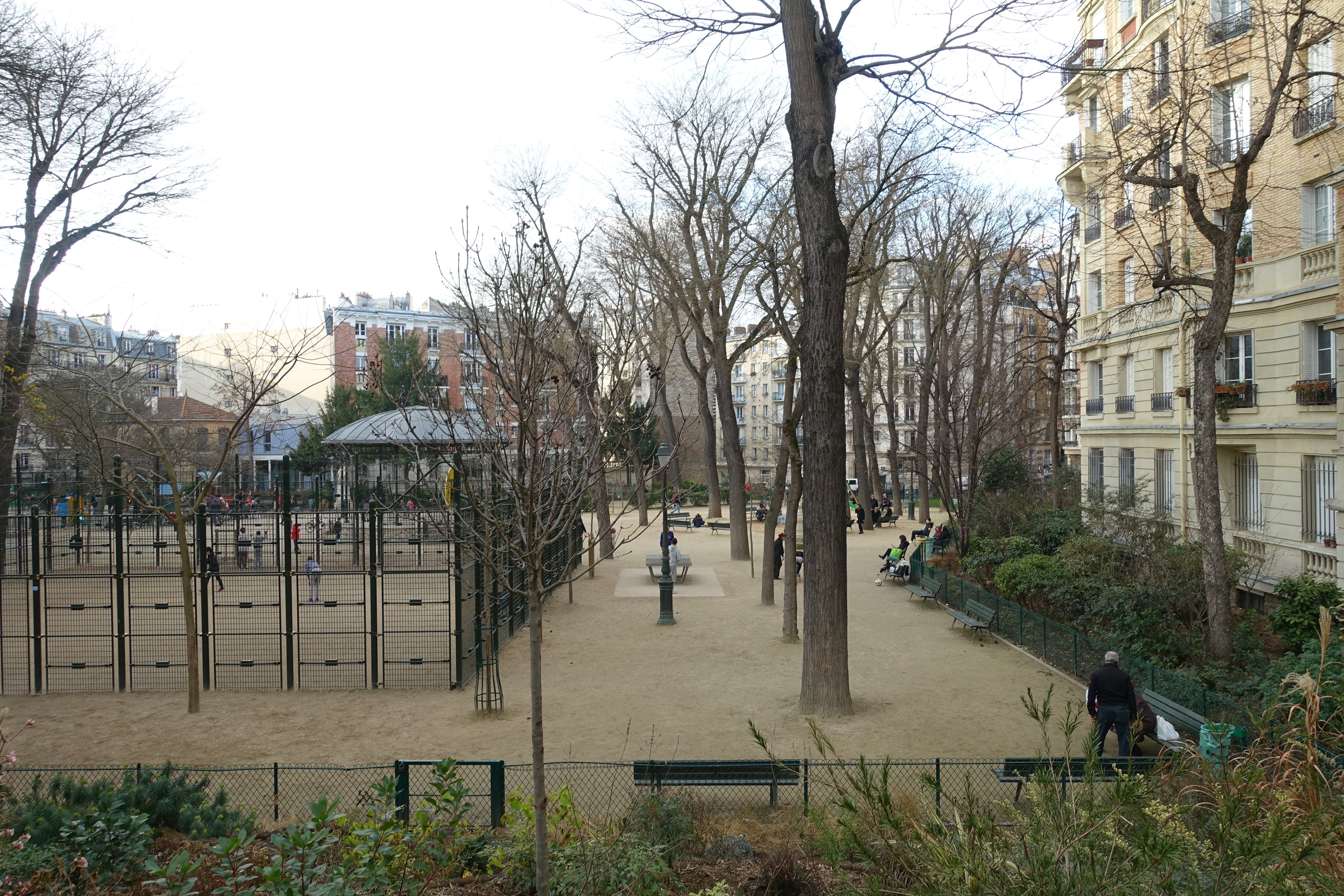
L'intérieur du square.

## Historique
Le square Carpeaux est édifié à la fin du XIXe siècle sur une partie de l'ancien cimetière de Montmartre, dit aussi « cimetière du Nord », désaffecté en 1879. Un arrêté du 18 avril de cette même année lui donne le nom de Carpeaux. Il s'ouvre au public en 1907.
Il est entouré par un ensemble d'immeubles à bon marché (HBM) construits entre 1909 à 1919 par les architectes Georges Debrie puis Adolphe Bocage pour la fondation Alexandre-et-Julie-Weill dont les initiales (AWJ) figurent au fronton de l'entrée du no 205 de la rue Marcadet.
Ce jardin s'étendant sur 7 200 m2 est nommé en hommage à l'artiste français Jean-Baptiste Carpeaux.

## Bâtiments remarquables et lieux de mémoire
Les immeubles entourant le square sont constitués de briques rouges et de pierres de Paris, matériaux de moindre coût, relevant de l'habitat social,.

### Équipement
Le square dispose d'aires de sport (football, basket, patins à roulettes, ping-pong) et de jeux avec balançoires, d'un bac à sable, d'échiquiers, de deux points d'eau potable et de toilettes publiques,.

### Bâtiments
Un kiosque à musique s’anime de concerts aux beaux jours.

### Sculptures
Dans le jardin est installé le buste accoudé de Jean-Baptiste Carpeaux en pierre, taillé par Léon Fagel en 1929 et placé sur une haute stèle conçue par Henri Bans, sur laquelle sont aussi apposés deux médaillons de bronze. L'un représente Charles Carpeaux, premier fils du sculpteur et mort en Indochine en 1904. Le second représente Louis Carpeaux, fils cadet, mort en 1929. Les deux médaillons sont réalisés par la fille de Jean-Baptiste Carpeaux, Louise Clément-Carpeaux, également sculptrice. Ils sont mis en place lors d'une cérémonie en 1930 organisée par les Rosati et marquée par la présence de Paul Doumer. Il partage la place avec une Montmartroise en pied avec un amour de Théophile Camel, sculptée en 1907.

### Plantes
Dans les espaces verts du square se trouvent des paulownias, des sorbiers, des noisetiers de Byzance, des cerisiers à fleurs, des ifs, des charmes, des tilleuls, des frênes, des Prunus pissardii et des sophoras.

## Personnalités liées à ce lieu
- Le couple d'artistes peintres Bernard Lorjou et Yvonne Mottet vécurent face au square de 1928 à 1934.
- Paul Collomb (1921-2010), artiste peintre, vécut au n°11.

## Dans la culture
L'artiste Vincent Delerm cite le square dans sa chanson Le Baiser Modiano de l'album Kensington Square (2004), en s'inspirant de ses visites le dimanche à sa grand-mère qui habitait rue Marcadet, au-dessus du square Carpeaux,. Le prix Nobel de Littérature Patrick Modiano rapporte qu'il a pris peur la première fois qu'il a entendu à la radio cette chanson voulant lui rendre hommage, en se demandant comment Vincent Delerm, né une trentaine d'années après lui, pouvait savoir qu'il fréquentait effectivement le square Carpeaux dans sa jeunesse. « Il y a un truc bizarre », se dit-il,,.
(…)
Et le baiser qui a suivi
Sous les réverbères, sous la pluie
Devant les grilles du square Carpeaux
Je l’appelle Patrick Modiano »